# Empetrichthys merriami
Empetrichthys merriami är en fiskart som beskrevs av Gilbert, 1893. Empetrichthys merriami ingår i släktet Empetrichthys och familjen Goodeidae. IUCN kategoriserar arten globalt som utdöd. Inga underarter finns listade i Catalogue of Life.